# Maxime Gentges
Maxime Gentges (Malmedy, 19 gennaio 1995) è un ginnasta belga.

## Biografia
Anche suo fratello Gilles Gentges è stato un ginnasta di caratura internazionale. Ha studiato economia all'Università di Mons.
Agli europei individuali di Adalia 2023 si è aggiudicato la medaglia d'argento nel cavallo con maniglie, terminando alle spalle dell'irlandese Rhys McClenaghan.

## Palmarès
- Europei

Adalia 2023: cavallo con maniglie;